# Linum aethiopicum
Linum aethiopicum är en linväxtart som beskrevs av Carl Peter Thunberg. Linum aethiopicum ingår i släktet linsläktet, och familjen linväxter. Inga underarter finns listade i Catalogue of Life.